# Wologazes II
Wologazes II – król Partów od 77 do 80 roku. Syn Wologazesa I.